# Camponotus tripartitus
Camponotus tripartitus é uma espécie de inseto do gênero Camponotus, pertencente à família Formicidae.